# Казанка (село)
Вижте пояснителната страница за други значения на Казанка.
Казанка е село в Южна България. То се намира в община Стара Загора, област Стара Загора.

## География
На 15 км северозападно от Стара Загора във всички карти на България е поставен условен знак на минерална баня. Това са съществувалите още от римско време (а днес превърнати в курортен комплекс), Старозагорски минерални бани, разположени в красива долина, всред зелени дъбрави по южните склонове на Сърнена Средна гора.
На 7 км. още по-нагоре из долината, все в същата посока, (виж галерията от снимки по-надолу) е село Казанка, зад което се намира с. Розово, а още по-на север и гр. Казанлък

### Разположение
Самото село е разположено в района на водослива на двете реки – Рахманска и Османска, които служат като основа на разделяне на селото на три основни махали: „Долна махала“, в която влизат къщите около мястото на водосливането, „Горна махала“, с къщи, разположени на повече от километър от двете страни на Рахманската река и „Османска махала“, с къщи, разположени на повече от километър от двете страни на Османската река.
Къщите са разположени амфитеатрално по стръмните брегове и склонове на двете реки и височината, включена между тях, където е центърът на селото. По такъв начин, макар че общото изложение на селото е югоизточно, отделни махали и къщи имат най-различно изложение във всички посоки.
От малкия площад в центъра на селото, който е крайна точна на шосето гр. Стара Загора – к.к. Старозагорски минерални бани – с. Казанка, и около който са разположени църквата и обществените сгради, а две главни, лъкатушни и на някои места стръмни улици водят през „Османската“ и „Горната“ махали. Първата от тях продължава на запад в землището, за да премине в горски път за с. Пъстрово, а втората – на север, свързваща селото с по-голямата част от землището и дава разклонения: горски пътища за с. Средногорово – яз. Копринка, с. Розово – гр. Казанлък и с. Кънчево – гр. Казанлък.
Границите на Казанското землище със землищата на съседните села е почти все по билото на Средна гора и/или южните ѝ разклонения. Така, че землището образува един затворен водосборен басейн на двете рекички, които се сливат в селото, за да дадат началото на река Сюветлийка, приток на Съзлийка и Марица.

## Културни и природни забележителности
- „Казането“ – природна забележителност. Площ 1 хектар, обявено за защитена територия със Заповед №3039 от 03.10.1974 г.
- Църквата „Света Троица“[2], строена през 1857 г. върху основите на заемала почти същата площ, но по-ниска и по-дълбоко вкопана черква.
- Читалище „Съзнание“ – основано 1908 г.
- снимката на надписа на камбанатаснимка на цялата камбанана 18.09.2023 година е открита камбана от училището на село Казанка, изчезнала  от 1975 година, след преустрояването на училището на детска градина.
- Съборът на селото се провежда на празника на свети архангел Михаил[2].

## Религии
Религията, която се изповядва в селото е източно православие.

## Личности
От селото излизат много народни закрилници, най-известен от които е Ботевият четник Стоян Димов Терзиев – Стоян Войвода.
В селото живее и поетът Стойчо Маджарски, родом от с. Маджерито, Старозагорско.

## Галерия
- Картинна галерия с.Казанка
- Общ изглед
- Центърът на с.Казанка
- Изглед от селото
- Резерват „Казането“.
- Казанска седянка
- Паметна плоча на Стоян Войвода
- На лобното място на Стоян Войвода край с.Алтимир, Белослатинско
- Паметна плоча на Иван Димов Терзиев-Иваното
- Църквата, построена през 1857 г.
- Местна архитектура
- Местна архитектура
- Карта на с.Казанка
- Изглед към с. Казанка от северозапад
- Казанка- изглед от североизток
- Пътят към к.к. „Старозагорски минерални бани“, изглед от в. Казанско градище
- Казанка- зима в гората